# Soberania de Vestfália
Soberania de Vestfália ou soberania vestfaliana é um princípio diplomático, segundo o qual cada Estado é soberano apenas no seu território, sendo que política externa e interna são separadas. Os direitos das nações passam então a ser protegidos até os dias do século XXI através da ONU que permanece com esse princípio original.
O princípio surge na Paz de Vestfália apesar de nem a Suécia, nem a França terem as suas soberanias respeitadas nos tratados subsequentes.

## História
O acordo foi reivindicado como vitória tanto pelo lado protestante como pelo católico e isso foi absolvido pela jurisprudência internacional do século XIX. Esse sistema encontrou limitações no século XIX com o colonialismo e o discurso imperialista da pax americana abandona de vez esse princípio para se beneficiar com guerras humanitárias e isso só é limitado pelo veto russo-chinês na ONU.

## Crise
O princípio vestfaliano se erodiu com a abertura econômica do pós-guerra fria e com a crise da teoria realista das relações internacionais que não apoiava com vigor a democracia e os direitos humanos na opinião da NATO. Segundo Tony Blair, o poder estaria sendo transplantado para instituições transnacionais desde o poder local.
Enquanto o DAESH é declarado um governo pós-vestfaliano a globalização que tem como protagonista a União Europeia implica em também implodir aqueles que são categorizados como Estados-nação.

## Casos
O princípio humanitário das guerras da Índia em Bengala e do Vietnã no Camboja tem sido debatido. O neoconservadorismo responde a estas questões declarando a democracia um direito humano a ser protegido para que se garantisse o futuro da humanidade apesar disso ter gerado estados falidos. A China e Rússia protestaram contra as guerras do Século XXI e analistas alertaram da necessidade de se voltar aos princípios westifalianos.